# Cirella-sziget
A Cirella-sziget a Tirrén-tengerben fekszik, Calabria partjai mentén. A Dino-sziget mellett egyike a régió két szigetének. Közigazgatásilag Diamante községhez tartozik. Területe 0,12 km², legmagasabb pontja 40 m. Mészkövek alkotják, melyekben karsztjelenségek figyelhetők meg. Az ókorban az ausonok lakták, Cirellae néven volt ismert. A szigeten fekvő kis település fő látnivalói: egy várrom, egy római kori mauzóleum valamint az 1545-ben épített San Francesco-kolostor.

## Fordítás
- Ez a szócikk részben vagy egészben  az   Isola di Cirella című olasz Wikipédia-szócikk ezen változatának fordításán alapul.  Az eredeti cikk szerkesztőit annak laptörténete sorolja fel. Ez a jelzés csupán a megfogalmazás eredetét és a szerzői jogokat jelzi, nem szolgál a cikkben szereplő információk forrásmegjelöléseként.